# 1721 w literaturze
Wydarzenia literackie w 1721 roku.

## Nowe książki
- Monteskiusz Listy perskie